# (5095) Escalante
(5095) Escalante ist ein Asteroid im Hauptgürtel des Sonnensystems, den Edward L. G. Bowell am 10. Juli 1983 an der Anderson Mesa Station des Lowell-Observatoriums entdeckte. Er befindet sich innerhalb der 3:1-Kirkwoodlücke, die bei 2,50 AE liegt.
Der Kleinplanet wurde 1993 nach dem bolivianischen Mathematiklehrer Jaime Escalante (1930–2010) benannt.